# NAFC-bajnokság
A NAFC-bajnokság, vagy Észak-amerikai nemzetek kupája (angolul: NAFC Championship) volt az első, csak az észak-amerikai régió labdarúgó-válogatottak számára rendezett torna 1947-ben és 1949-ben. Miután a NAFC és a CCCF 1961-ben CONCACAF néven fúzióra lépett, közös kontinensvidalt szerveztek.
Mivel CONCACAF-bajnokság 1971-ben fizikailag megszűnt, 1990-ben, 41 év után újfent megrendezték a NAFC-bajnokságot. A már újból lábra kapott sorozatot az 1991-es CONCACAF-aranykupa végérvényesen megszakította.

## Tornák
| Év             | Rendező                   |        | Aranyérmes       | Ezüstérmes       | Bronzérmes |
| -------------- | ------------------------- | ------ | ---------------- | ---------------- | ---------- |
| 1947 Részletek | Kuba                      | Mexikó | Kuba             | Egyesült Államok |            |
| 1949 Részletek | Mexikó                    | Mexikó | Egyesült Államok | Kuba             |            |
| 1990 Részletek | Kanada                    | Kanada | Mexikó           | Egyesült Államok |            |
| 1991 Részletek | Amerikai Egyesült Államok | Mexikó | Egyesült Államok | Kanada           |            |